# Archipel japonais
L'archipel japonais (日本列島, Nihon rettō) qui forme le pays du Japon s'étend du nord au sud le long de la côte du continent eurasiatique, ce dernier formant la bordure occidentale de la mer du Japon.
L'archipel est constitué par 6 852 îles de plus de 100 m2,, dont 421 sont habitées (430 en 2008), et comprenant les quatre îles principales (du nord au sud) : Hokkaidō et Honshū en mer du Japon, Shikoku en  mer des Philippines et  Kyūshū en mer de Chine orientale. Hokkaidō est aussi baignée au nord par la mer d'Okhotsk. Les archipels Nansei et Nanpō se situent respectivement dans le Nord-Est de la mer de Chine orientale et dans l'Est de la mer des Philippines.